# Тарма
Санта Ана де Тарма (исп. Santa Ana de Tarma) — город в центральной части Перу. Административный центр провинции Тарма региона Хунин.

## География и хозяйство
Город Тарма лежит в долине реки Рио-Тарма, на высоте в 3.053 метра над уровнем моря, на восточных склонах Центральной Кордильеры Анд. Его территория в целом соответствует провинции Тарма, одной из 9 провинций перуанского региона Хунин. Климат в районе города, находящегося на стыке гор (сьерра) и тропической долины (сельва) — умеренный.
Основным занятием местных жителей является выращивание сельскохозяйственной продукции, овощей, цветов и картофеля. В городе находится крупный региональный рынок аграрной продукции.

## История
На месте нынешнего города Тарма в доколумбовое время находилось крупное индейское поселение, управлявшееся в государстве инков местным касиком. Во время завоевания испанцами империи инков, здесь правил касик по имени Тарма Тапрак. Главный город этой провинции инков был Тарматампо и его архитектура и планировка полностью соответствовала принятым в других поселениях инков, например в Мачу-Пикчу. Оба города были построены по указанию верховного инки Пачакутека.
Официальной датой основания испанцами города Санта Ана де ла Рибера де Тарма считается 1534 год. То административно важное место, которое Тарма занимала у инков, сохранилось и в испанском Перу. В городе находился военный гарнизон, и позднее он стал центром индепенденсии.